# Солна мина „Величка”
Солна мина „Величка“ (на полски: Kopalnia Soli „Wieliczka“) е мина за каменна сол във Величка близо до Краков в Полша. От тринадесети век до 1772 година заедно със солната мина „Бохня“ е част от Краковските солници. Добиваната в мината сол е отложена през миоцена.
През 1976 година мината е вписана в националния регистър на забележителностите. Две години по-късно е включена от ЮНЕСКО в първия списък на световното наследство. През 1989 година Солната мина „Величка“ разширява Списъка на застрашеното световно наследство, от който е заличена през 1998 година. От 1994 година е и паметник на историята на Полша. На 30 юни 1996 година експлоатацията на находището е напълно спряна. През 2007 Солната мина „Величка“ е призната в анкета на „Жечпосполита“ за едно от седемте чудеса на Полша, спечелвайки най-голям брой гласове.
През 2006 година мината е посетена от 1 065 857 гости, като 58% от посетителите са чужденци. Повечето от тях са британци – над 57 000 и германци – над 50 000. През 2015 година подземните галерии на мината са посетени от 1 390 000 гости, а 156 000 са се възползвали от кулата за халотерапия. В залите на мината са организирани над 400 събития. Приходите възлизат на близо 166 милиона полски злоти, като от 2009 година насам са се увеличили с над 62%. През 2015 са обезопасени 20 зали и 1,5 километра галерии. През 2019 година мината е посетена от 1 862 000 гости, а 234 000 са използвали солната кула. Под земята са организирани над 300 събития.

## Геология
Солната мина във Величка се намира в западната част на подкарпатските солни находища, чиято възраст се определя на приблизително 14 милиона години. Тези отлагания са се образували през миоцена по време на изчезването на морето Паратетис, което се е превърнало в затворено море с висока степен на соленост. Причината е застудяването на климата преди 14 милиона години. Това предизвиква развитието на ледниците, което води до намаляване на нивото на океаните с около 40 – 50 м. По това време Паратетис е свързано с океаните през Средиземно море чрез проливи в района на днешна Словения, между Алпите и Динарските планини. Спадът в нивата на океаните и тектоничните движения изолират Паратетис.
Горещият климат и постоянно понижаващото се дъно (ефект от образуването на Карпатите) създават благоприятни условия за утаяване. Най-гъстият солен разтвор изтича в дълбините и там започва да се утаява сол, а по-късно калциеви сулфати. Продължителността на процеса на утаяване е около 15 – 20 хиляди години. Солното находище във Величка е с дължина около 10 км, ширина 600 – 1500 м и дебелина от няколко до около 400 м.

## История на добива на сол в мината
Началото на добива на сол във Величка е свързано с експлоатацията на „солени извори“, т.е. естествено изтичане на солени разтвори в тази област. Разтворът се събира и пречиства преди да бъде подложен на кипене (варене). Процесът на нагряване позволява първо да се постигне гъст разтвор, а с времето и втвърдена маса с високо съдържание на трапезна сол (NaCl). Това начало на солния добив датира от епохата на средния неолит (3000 г. пр. н. е.). Документирано е от множество археологически находки от проучвания, проведени след Втората световна война. Повечето от откритията са дело на научните работници от Музея на солниците в Краков. Експлоатацията на солени извори продължава 3 – 4 хилядолетия, докато обилните изтичания на солен разтвор започват да спират. Тогава – в края на XII и началото на XIII век, започва копаене на по-дълбоки кладенци. Първата шахта, позволяваща добив на каменна сол, е изкопана в близката Бохня. Не след дълго и във Величка са открити плитки находища на сол. Постепенно кладенците се превръщат в шахти, т.е. вертикални трасета, свързани с хоризонтално разположени галерии. Така е създадена мината.
През 70. години на XIX век е смятана за солната мина с най-висок добив в света. По това време са добивани до 500 000 туна сол на цена от около 20 гулдена ($10) на тун. В този период в мината са работили около 500 коня, най-често прекарвайки в мината целия си живот.

## Грижа за миньорите
През 1289 херцог Хайнрих IV от Бреслау нарежда да се построи баня във Величка, която също служи като работно място на тогавашните бръснари, предлагащи между другото и проти хирургически операции, като място за подпомагане на жертви на злополуки, на вдовици и сираци на миньори. През 1363 крал Кажимеж III Велики основава болница към мината, ръководена от ордена на Св. Дух. През 1697 работата на минен бръснар за пръв път в Полша е поета от жена, Магдалена Бенджиславска.

## Характеристики на мината
Мина Величка има 9 нива, първото от които – ниво „Боно“ е с дълбочина 64 метра, а последното е на 327 метра под повърхността. Общата дължина на галериите надхвърля 300 км. Обемът на работния комплекс е около 7,5 милиона м³.
Мината има уникален микроклимат, който включва – освен висока влажност и съдържание на натриев хлорид – постоянна температура (приблизително 14 – 16 ° C), налягане, йонизация и високо съдържание на калий, магнезий и калций във въздуха. Този микроклимат благоприятства рехабилитационните процеси за хора със заболявания на горните дихателни пътища, поради което в мината се провежда халотерапия на дълбочина 135 метра, в залата на езерото Вессел.
През 1951 в мината е създаден Музей на Краковските солници.

## Туристически маршрут
Подземният туристически маршрут на мина „Величка“ е създаден в края на XVIII и началото на XIX век. Около милион туристи годишно посещават маршрута, дълъг приблизително 3 км, състоящ се от 20 зали, разположени на дълбочина от 64 до 135 метра (нива I – III). По маршрута има около 800 стъпала. Част от маршрута е достъпна за инвалидни колички. Разглеждането отнема около 2 – 3 часа. На официалния сайт на мината можете да се възползвате от виртуална разходка по маршрута.

### Зала „Николай Коперник“
Залата е създадена преди 1785 благодарение на експлоатацията на големи късове зелена сол. В нея има скулптура от сол, изобразяваща Николай Коперник, който най-вероятно е бил гост на мина Величка. Скулптурата е дело на Владислав Хапек.

### Параклис „Св. Антони“
Най-старият от запазените подземни параклиси е осветен през 1698. Построен е в бароков стил и се състои от олтар, наос и преддверие, в което поради оскъдното пространство се намира амвонът. Параклисът е сравнително голям като се има предвид разположението му: дълъг е 7,5 м, широк е 6 м и е висок 5,5 м.

### Зала „Яновице“
В залата може да бъде видяна група от фигури, илюстриращи полската легенда за произхода на солното находище близо до Краков. Във Величка започва да се добива каменна сол в края на XII век по време на управлението на княз Болеслав V Срамежливи и съпругата му Света Кинга в Краков. Според легендата, преди Кинга да дойде от Унгария в полската столица, тя искала да направи на новата си родина уникален подарък. След като научила, че в Полша не се добива каменна сол, тя поискала от баща си, крал Бела IV, една от унгарските солни мини. Царят изпълнил молбата на дъщеря си.

### Зала „Шелец“
В тази зала са разположени реконструирани устройства за хоризонтален транспорт на сол.

### Зала „Кажимеж III Велики“
Залата носи името на крал Кажимеж III Велики, който създава статута на Краковските солници.
Залата получава името си през 1968. През същата година Владислав Хапек, скулптор миньор, прави бюст на краля от сол.

### Зала „Пескова скала“
Камарата е създадена около 1669 и свързва ниво I с ниво II. В залата е изложен уред за вертикален транспорт – т.нар. ръчен кръст. Могат да бъдат видени и фрагменти от стари стълби, издълбани в солна скала, използвани от носачи, чиято работа е представена в една от пещерите. В друга част на камерата има три джуджета, направени в началото на 20 век от миньора-скулптор Юзеф Марковски. Тук е реконструирана и помпа от 16-ти век.

### Параклис „Свети кръст“
Това е пример за пътуващ параклис, чието оборудване е можело да бъде пренесено от миньорите в други зали, които са по-близо до работното им място. Залата, в която е разположен параклисът, датира от 19 век. Вътре има две барокови дървени фигури от 17 век. В главния олтар има скулптура на разпнатия Христос, а от другата страна на параклиса – Дева Мария на победата. В близост до олтара има две силно повредени фигури на монаси.

### Параклис „Света Кинга“
В параклиса се намират мощите на Света Кинга. То представлява подземен храм дълъг около 54 метра, широк около 18 метра и висок около 12. Намира се на 101 метра под земята и е една от най-големите атракции на мина Величка. Подът е издълбан в единичен солен блок, а полилеите са направени от солни кристали. В параклиса има барелефи, илюстриращи събития от страниците на Новия завет (включително бягството в Египет, дванадесетгодишният Христос, който учи в храма, Тайната вечеря). Главният олтар, изваян от миньора Юзеф Марковски, се състои от основна скулптура – Света Кинга и две странични – Св. Йосиф и Св. Климент. От 1999 г. в параклиса има солна статуя на Йоан Павел II, дело на Станислав Ангел.

### Зала „Ваймар“
Наречена е така в чест на мястото, където е живял Йохан Волфганг Гьоте, един от първите гости на солната мина Величка, чиято фигура се намира на входа на самата зала. Построена е в началото на XX век. Вътре може да бъде видяна фигурата на Ковчежника, добрият дух на мината, и фургон със сол. Именно тези елементи украсяват щанда на мината на изложението Експо 2000 в Хановер.

### Зала „Вессел“
Солната мина Величка служи и като санаториум, тъй като климатът в мината е особено благоприятен за лечение на заболявания на горните дихателни пътища, астма и алергии. През 1997 е открит Подземен център за рехабилитация и лечение в зала „Теодор Вессел“ на трето ниво (на 135 м дълбочина). Благодарение на активната рехабилитация, провеждана там, пациентите чрез вдишване на въздух, богат на натрий, калций и магнезиев хлорид, ефективно елиминират някои от заболяванията на цивилизацията.

### Зала „Михаловице“
Висока е 35 метра и функционира почти 100 години. Още от началото на съществуването ѝ размерите на залата налагат изграждането на специални предпазни устройства направени от кубчета сол. През 70. Години на XIX век е направено допълнително укрепване.

### Зала „Дроздовице“
По размер залата само малко отстъпва на съседната „Михаловице“. Тя датира от края на XVII и началото на XVIII век. Понастоящем в залата се провеждат изложби, банкети и концерти.

### Зала „Йозеф Пилсудски“
Камарата, посветена на Йзеф Пилсудски и е създадена през XIX век. Състои се от две части, свързани с тунел. През XIX век в залата е открита скулптура, изобразяваща покровителя на удавниците Св. Йоан Непомуцки. От 1997 в залата има статуя на маршал Йозеф Пилсудски, проектирана от Станислав Ангел.

### Зала „Станислав Сташиц“
Това е най-високата зала (50 м), създадена в края на XIX и началото на XX век. По време на Втората световна война се е планирало тук да има завод за сглобяване на нацистки самолети. Германците обаче се отказват от тази идея, изплашени от напредването на съветските войски. В залата има и бюст на Станислав Сташиц.

### Ковчежникът
На това място има фигура, избраздяваща владетеля на подземните мини Величка. Векове наред хората вярвали в добрия дух на мината – Ковчежника, който предупреждавал миньорите за опасностите.

### Зала „Витолд Будрик“
Залата носи името на Витолд Будрик, професор от Минно-геоложката академия в Краков, който е специалист в областта на вентилацията и противопожарната защита на мини.

### Зала „Варшава“
Поради своите размери (дължина 54 м, ширина 17 м, височина 9 м) залата е предназначена за развлекателни цели. В нея се провеждат празници на миньорите, състезания и спортни събития, музикални концерти и балове. Създадена е в края на XIX и началото на XX. През 2003 в залата са монтирани нови стъклени полилеи. Нейна гордост е паметникът на миньорите, изработен от огромен къс сол през 1961.

### Зала „Висла“
Залата е създадена в резултат на разширяването на тунел Висла с цел добив на бронзова сол през XIX век.

### Зала „Халушка“
Намира се на място, където се е добивала зелената сол, а името ѝ е в памет на Ян Халушка, съветник по време на австрийското управление. Залата е недостъпна за посетители, но в нея се организират концерти и тържествени срещи.

### Зала „Изабела“
Разположена в централната част на солното находище и има интересен геоложки строеж.

### Параклис „Св. Йоан“
Параклисът „Св. Йоан“ (известен също като Параклис „Светия кръст“) първоначално се е намирал в зала „Липовец“, на първото ниво на мината. Счита се за най-красивия параклис в мината. В полихромната ниша на параклиса има олтар с разпятие, разположени на фона на живописна панорама на Йерусалим. Най-ценната забележителност в параклиса е фигурата на Разпнатия Христос от XVIII век.

## Музей на Краковските солници
В мина Величка, освен туристическия маршрут, можете да посетите и подземната експозиция на Музея на Краковските солници, разположена на трето ниво на дълбочина 135 метра. Колекциите, събрани в 14 зали, показват съдбата на мината, инструментите и устройствата, използвани за добив и транспорт на сол, както и историята на самия град.

## Мината в сферата на културата
Първото, много широко и подробно поетично описание на солната мина Величка, е направено от полско-латинския поет и преводач от XVI век Адам Шрьотер в поемата Salinarum Vielicensium .... Този труд е вдъхновен от впечатленията на пътуване до Величка. Освен възхищение от красотата на подземния свят, тя съдържа и много интересна информация, напр. относно оборудването на мината и работата на миньорите.
Мината Величка, заедно с „История“ на Херодот, вдъхновяват сцените в Лабиринта, които се развиват в романа на Болеслав Прус „Фараон“. Прус посещава мината през 1878 и след това отразява впечатленията си в поредица от три статии, озаглавени „Картички от пътуването (Величка)“, в „Kurier Warszawski“, 1878 г., брой 36 – 38.Зигмунт Швейковски, литературовед и изследовател на творчеството на Прус, пише: „Внушителният смисъл на сцените в лабиринта наред с останалото е резултат и от факта, че те отразяват впечатленията на самия Прус по време на посещението му във Величка.".
Солната мина Величка служи за фон за откъс от криминалния роман на Максим Чатам „Мръсна конспирация“.
Мината е и декор за част от снимките на филма „Сексмисия“